# A Grande Chance
A Grande Chance foi um programa de televisão brasileiro exibido pela Rede Bandeirantes entre 24 de abril de 2007 e 21 de junho de 2008, inspirado no grande sucesso da televisão espanhola Pasapalabra. 
Apresentado por Gilberto Barros, o programa ia ao ar às terças-feiras, e, posteriormente reprisado aos sábados.
Participavam do game-show quatro equipes, cada uma representando fã-clubes, universidades, esportistas, continham, uma respectiva cor (verde, vermelho, azul e amarelo). O principal prêmio do programa é um automóvel e duas motocicletas. 
A última exibição do programa foi aos sábados, às 22:00. A Band tirou o programa do ar em 2008 após o término do contrato com o apresentador Gilberto Barros.

## Etapa eliminatória
Inicialmente, o programa tinha duas eliminatórias, com quatro equipes, representando as cores verde, azul, amarelo e vermelho. A equipe que tivesse o menor número de pontos era desclassificada do jogo.
Quem se saísse melhor nas eliminatórias tinha o direito de começar a etapa principal do jogo. Também tinha direito em caso de empate.

## Brincadeiras do programa
Escorregando
Os participantes escolhiam os temas, respondiam as perguntas cujas respostas correspondiam a 3, 6, 9, 12, 15 e 18 segundos. Caso errasse, os segundos marcados zeravam.
Letra por Letra
Os participantes respondiam a perguntas cujas respostas tem início a uma determinada letra. Um grupo responde perguntas de A a M e outro de M a Z. Cada acerto corresponde a um segundo no placar.
A Palavra Impossível
8 palavras pouco usadas no dia-a-dia são respostas as perguntas feitas, onde os participantes, deviam responde-las em 60 segundos, porém, requeria prestar atenção aos acertos dos colegas de jogo. Errando a resposta na segunda pergunta, retornava para a primeira e assim sucessivamente. Ganhava a prova quem acertasse o maior número de palavras ou quem acertasse as 8 em menos tempo.
Fatos e Fotos
6 frases de celebridades eram ditas aos participantes, uma palavra de cada uma das 6 frases era retirada e os mesmos tentavam acertá-las em 120 segundos. O time que acertasse mais palavras ou que acertasse todas em menos tempos ganhava 5 segundos no placar.
De Cabo a Rabo
Os participantes respondiam 12 perguntas cujas respostas tinham um prefixo ou um sufixo predeterminado. Um time respondia palavras "que terminam com..." e o outro, "que começam com...". O time que acertasse mais palavras ou que acertasse todas em menos tempo ganhava 5 segundos no placar.
Tirando Uma
Os participantes respondiam as perguntas, formando pirâmides, cujas palavras, uma que tem 7 letras, tirando uma, outra forma com 6 letras, tirando uma, outra forma com 5, tirando uma, mais uma forma com 4 e tirando uma, a última forma com 3, em 90 segundos
Recompondo
Os participantes deviam recompor a música escolhida, palavras que eram retiradas da letra original e ditas pelos participantes. A prova tinha peso de 5 segundos (pontos) para quem acertava mais palavras.
Horóscopo
Cada um dos 12 signos do Zodíaco era representado por uma celebridade de seu signo específico. Os participantes deviam descobrir a palavra misteriosa, com a primeira letra como dica. Marcava quem acertasse o maior número de palavras.
Contra o Relógio
Os pontos obtidos ao longo do programa eram convertidos em segundos, mais 90 segundos forma o relógio para os jogadores dos dois times. O sorteado respondia as 23 perguntas (que começa com a letra e contêm a letra) de A a Z durante o transcorrer do tempo. Parar o relógio se passava a palavra ou errar a pergunta, caso acerte a pergunta, prosseguia o jogo. Levava os prêmios quem tivesse mais acertos. Em caso de empate de acertos, ganhava quem tivesse menos erros. Se ainda assim houvesse empate, ganhava a equipe que tinha se saído melhor nas eliminatórias.

## Ordem das provas
As duas primeiras provas eram Escorregando e Letra Por Letra. Após isso, a ordem das demais provas era aleatória, sendo que a final valia 10 segundos.